# Yungipicus
Yungipicus är ett släkte med fåglar i familjen hackspettar inom ordningen hackspettartade fåglar. Släktet omfattar sju arter som alla förekommer i östra och södra Asien:
- Sulawesispett (Y. temminckii)
- Filippinspett (Y. maculatus)
- Suluspett (Y. ramsayi)
- Hinduspett (Y. nanus)
- Sundaspett (Y. moluccensis)
- Gråkronad hackspett (Y. canicapillus)
- Kizukispett (Y. kizuki)

Arterna i släktet placerades tidigare i släktet Dendrocopos. DNA-studier visar dock att de står närmast tretåig hackspett (Picoides tridactylus).